# Барабан (архітектура)

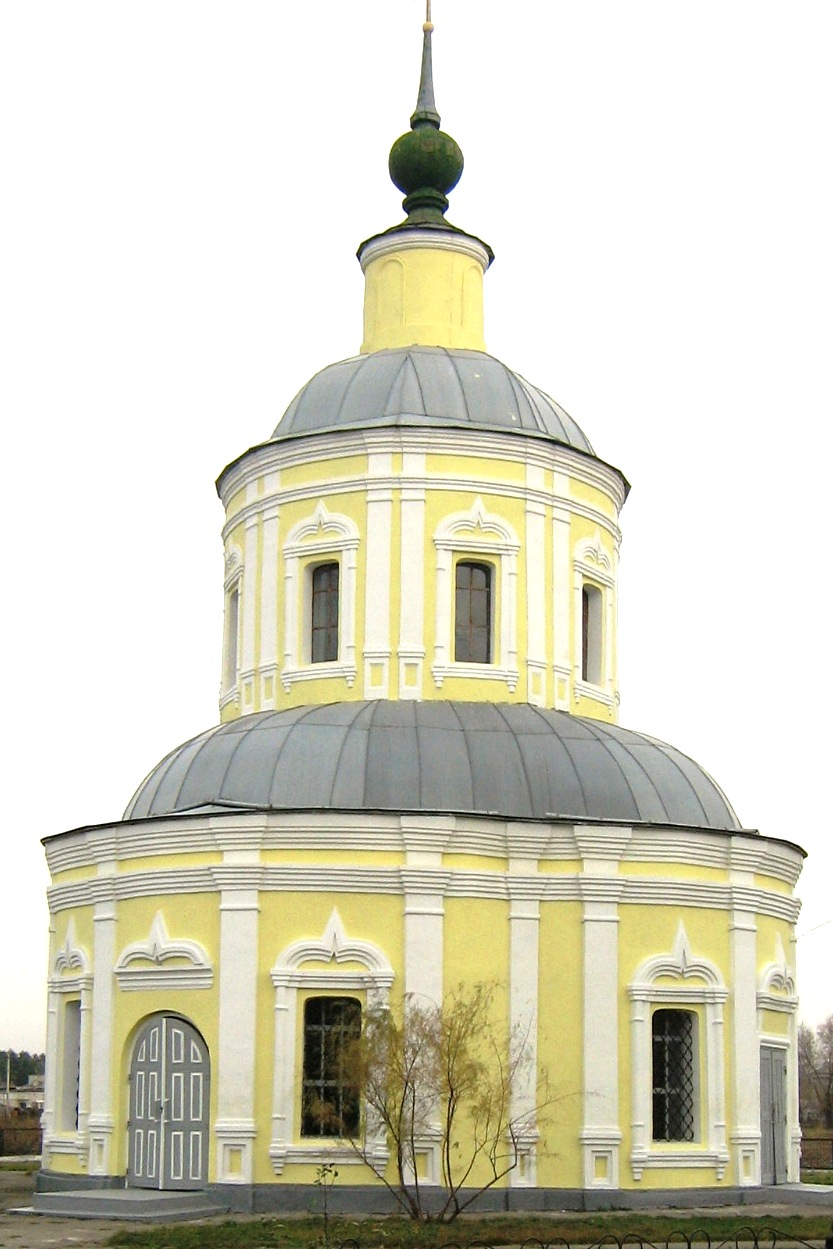
Миколаївська церква побудована у 1757 році в селищі Китайгород Дніпропетровської області. Високий барабан увінчаний невеличкою главкою. На поверхні стін присутні пілястри, також декоративні наличники.

Бараба́н або підбанник — горішня конструктивна частина будівлі циліндрична або багатокутна у плані, що підтримує баню, купол або зімкнуте склепіння.
Буває двох видів:
- Барабан світловий — прорізаний вікнами прямокутної або аркоподібної форми. Простінки між якими часто оздоблювались зовні пілястрами, колонками, різьбленням, ліпними прикрасами; у середині фресками.
- Барабан глухий (сліпий) — порівняно вузький без прорізів. Часто такий барабан під куполом називають шиєю.

## Галерея

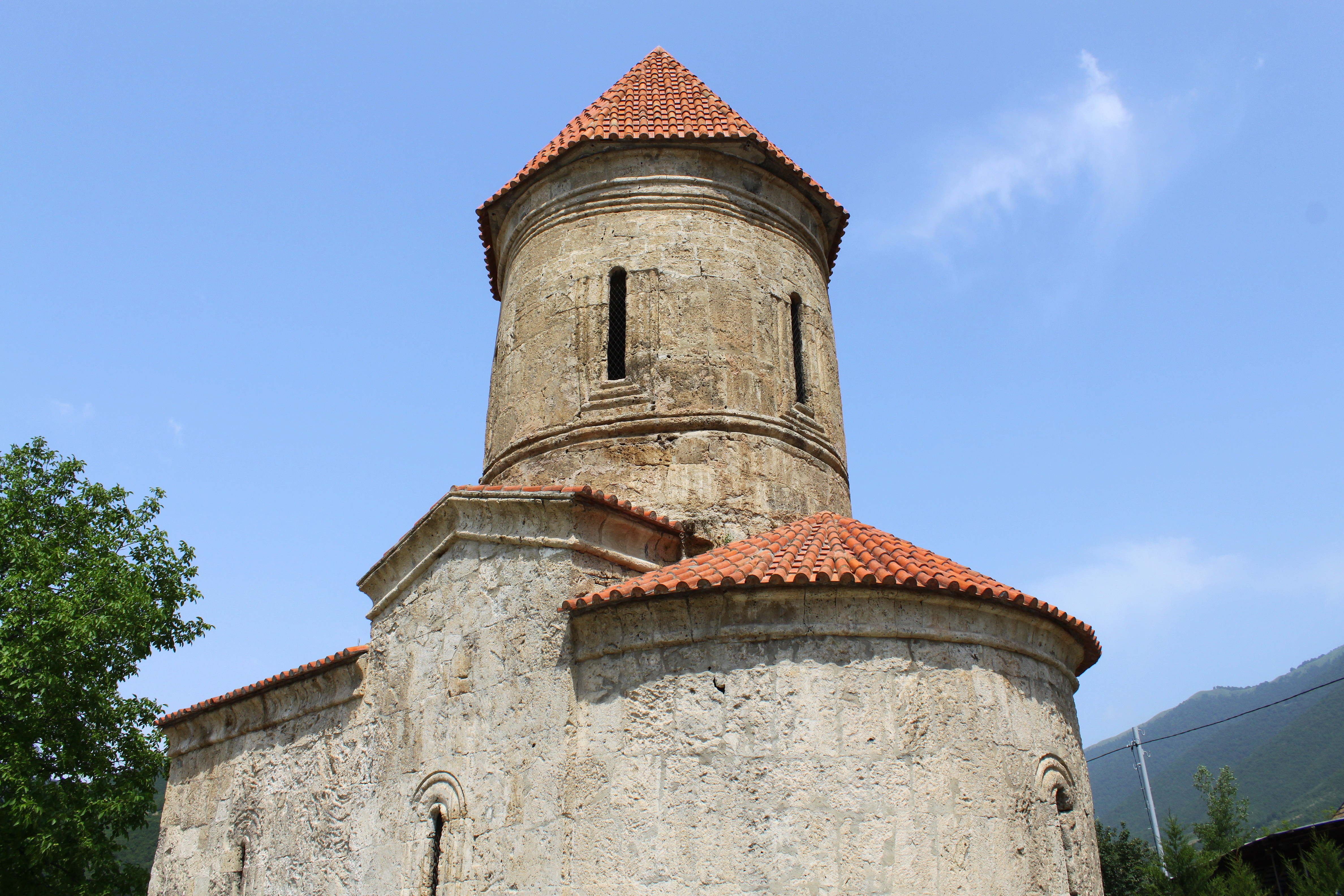
Церква в селі Кіш, Азербайджан
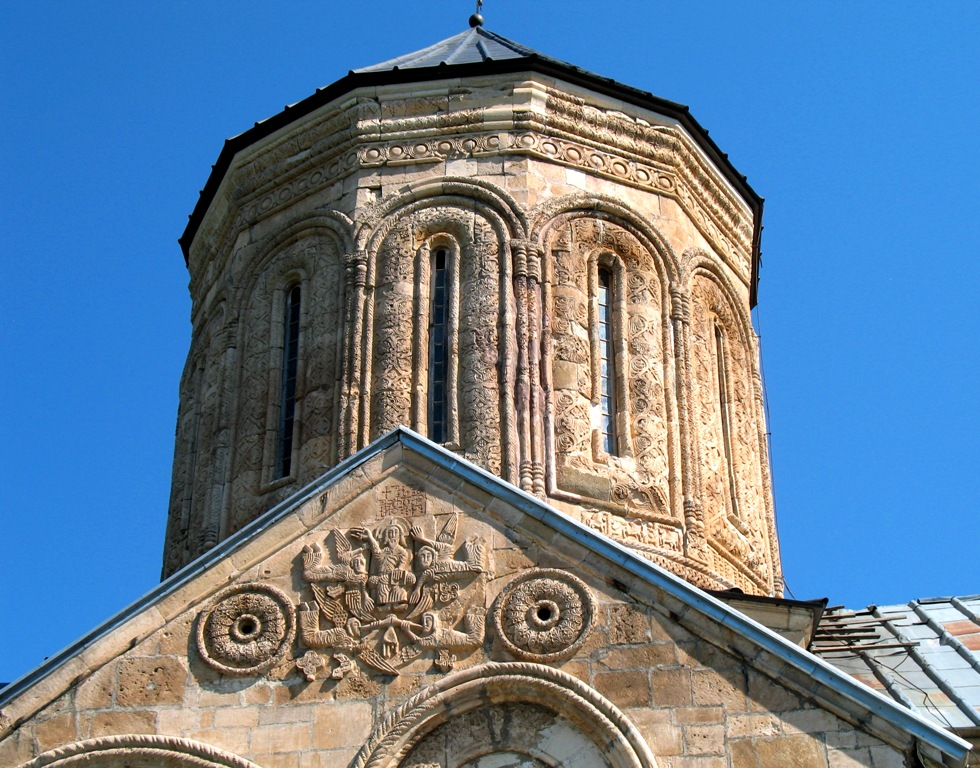
Собор Нікорцмінда, Грузія
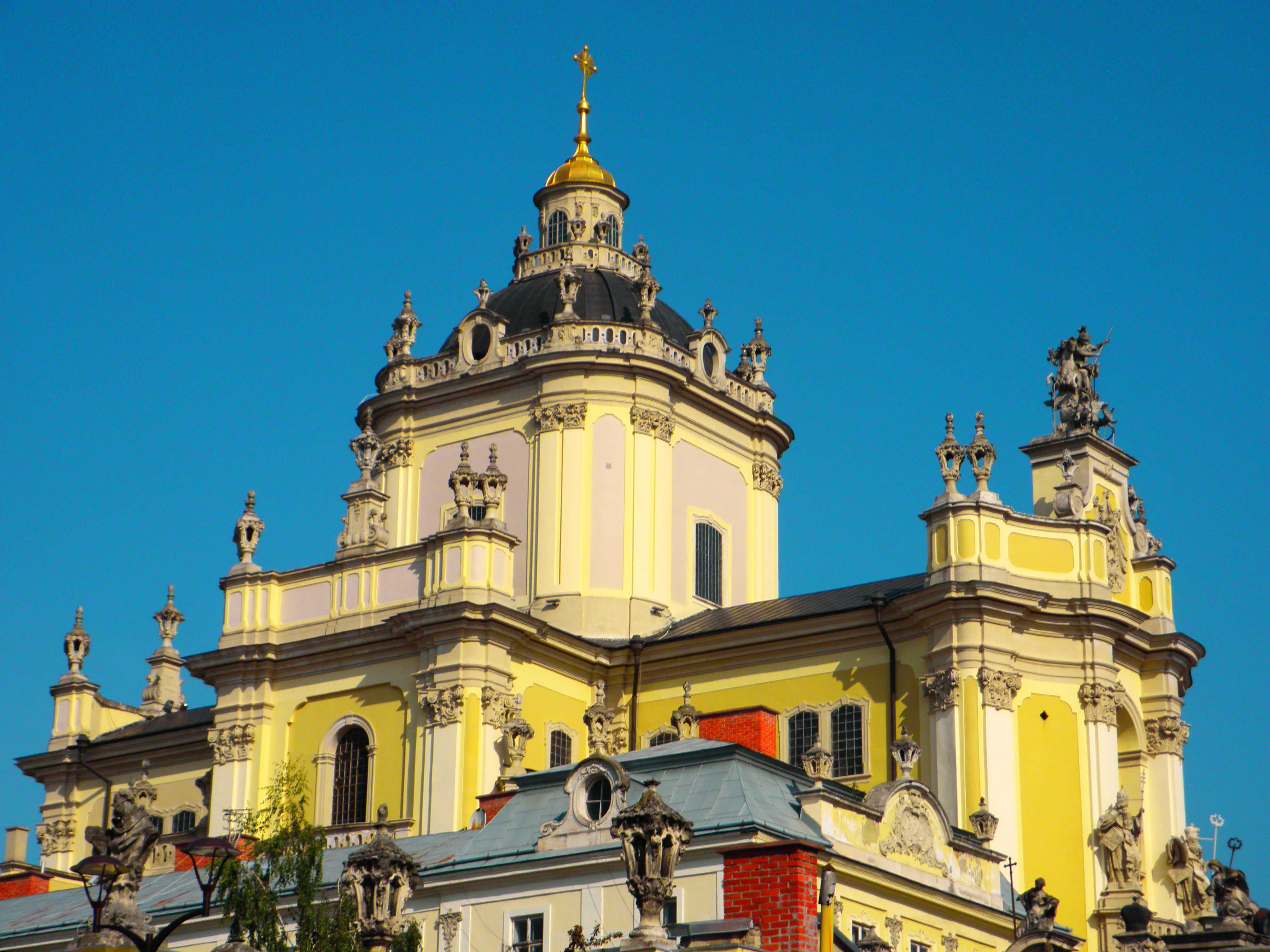
Собор Святого Юра у Львові
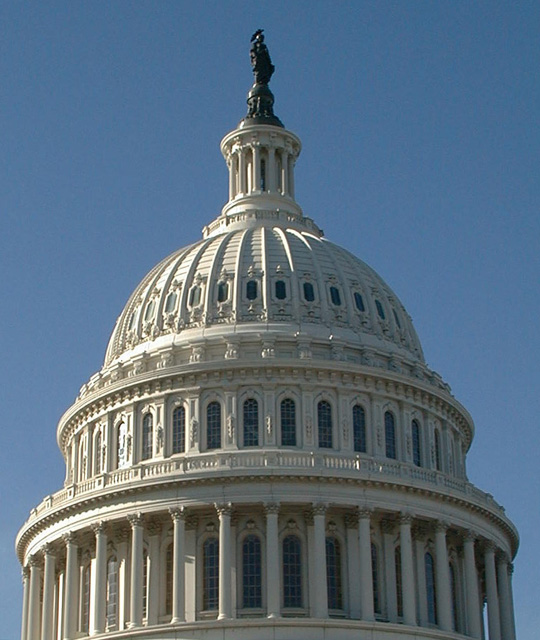
барабан Капітолія у Вашингтоні